# Podanthus
Podanthus es un género de plantas fanerógamas perteneciente a la familia de las asteráceas.   Comprende 3 especies descritas y de estas, solo 2 aceptadas.

## Taxonomía
El género fue descrito por Karl August Otto Hoffmann y publicado en Genera et species plantarum 24. 1816. La especie tipo es Podanthus ovatifolius Lag.

## Especies aceptadas
A continuación se brinda un listado de las especies del género Podanthus aceptadas hasta julio de 2012, ordenadas alfabéticamente. Para cada una se indica el nombre binomial seguido del autor, abreviado según las convenciones y usos y nombre común.
- Podanthus mitiqui Lindl., bellota amarilla de cerro o mitique.
- Podanthus ovatifolius Lag.